# Liste der Baudenkmäler in Detmold-Brokhausen
Die Liste der Baudenkmäler in Detmold-Brokhausen enthält die denkmalgeschützten Bauwerke auf dem Gebiet von Detmold-Brokhausen in Nordrhein-Westfalen (Stand: September 2024). Diese Baudenkmäler sind in der Denkmalliste der Stadt Detmold eingetragen; Grundlage für die Aufnahme ist das Denkmalschutzgesetz Nordrhein-Westfalen (DSchG NRW).
| Bild                                 | Bezeichnung                             | Lage                                            | Beschreibung | Bauzeit | Eingetragen seit   | Denkmal- nummer |
| ------------------------------------ | --------------------------------------- | ----------------------------------------------- | ------------ | ------- | ------------------ | --------------- |
| Vierständerfachwerkbau von 1853      | Vierständerfachwerkbau von 1853         | Brokhauser Straße 40 Karte                      |              | 1853    | 8. Oktober 1985    | 137             |
| BW                                   | Hofhaus mit Altenteil und Scheunenanbau | Braker Straße 125 Karte                         |              |         | 2. Juli 1991       | 382             |
| Bruchsteinbogenbrücke                | Bruchsteinbogenbrücke                   | Brokhauser Straße (Brücke) Karte                |              |         | 24. September 1991 | 391             |
| Fachwerkhaus                         | Fachwerkhaus                            | Mönkebergweg 5 Karte                            |              |         | 16. Januar 1992    | 395             |
| weitere Bilder                       | Bäuerliche Hofanlage                    | Brokhauser Straße 87 Karte                      |              |         | 22. Dezember 2004  | 611             |
| Leichenkutschenhaus und Spritzenhaus | Leichenkutschenhaus und Spritzenhaus    | Brokhauser Straße gegenüber dem Dorfteich Karte |              | 1809    | 5. Oktober 2015    | 705             |
| weitere Bilder                       | Brokhauser Dorfteich                    | Brokhauser Straße Karte                         |              |         | 22. Dezember 2016  | 713             |

- Karte mit allen Koordinaten:
- OSM |
- WikiMap